# دوري كرة القدم السلوفيني الدرجة الثالثة 2000–01
دوري كرة القدم السلوفيني الدرجة الثالثة 2000–01 هو موسم من دوري كرة القدم السلوفيني الدرجة الثالثة ‏. فاز فيه NK Bela Krajina ‏.